# لوسي هاتشينسون
لوسي هاتشينسون (بالإنجليزية: Lucy Hutchinson)‏ هي ممثلة بريطانية، ولدت في 18 يوليو 2003 في لويشام ‏ في المملكة المتحدة.

## أعمال

### أفلام
- بروميثيوس[5][6][7][8]

## وصلات خارجية
- لوسي هاتشينسون على موقع IMDb (الإنجليزية)
- لوسي هاتشينسون على موقع قاعدة بيانات الفيلم (الإنجليزية)